# Regina Hillsdale (circonscription saskatchewanaise)
Pour les articles homonymes, voir Regina (homonymie) et Hillsdale.
Circonscription électorale provinciale du Canada
Regina Hillsdale est une ancienne circonscription électorale provinciale de la Saskatchewan au Canada. Elle est représentée à l'Assemblée législative de la Saskatchewan de 1991 à 1995.

## Géographie
La circonscription comprenait une partie de la ville de Regina.

## Liste des députés
| Parlement                                                      | Années                                                     | Député                                                     | Député                                                     | Parti                                                      |
| Regina Hillsdale                                               | Regina Hillsdale                                           | Regina Hillsdale                                           | Regina Hillsdale                                           | Regina Hillsdale                                           |
| Circonscription issue de Regina Lakeview et Regina Wascana     | Circonscription issue de Regina Lakeview et Regina Wascana | Circonscription issue de Regina Lakeview et Regina Wascana | Circonscription issue de Regina Lakeview et Regina Wascana | Circonscription issue de Regina Lakeview et Regina Wascana |
| -------------------------------------------------------------- | ---------------------------------------------------------- | ---------------------------------------------------------- | ---------------------------------------------------------- | ---------------------------------------------------------- |
| 22e                                                            | 1991–1995                                                  |                                                            | Louise Simard                                              | Néo-démocrate                                              |
| Circonscription dissoute parmi Regina Lakeview et Regina South |                                                            |                                                            |                                                            |                                                            |